# Émile Ouosso
Émile Ouosso (ur. w 1955) – kongijski polityk, kilkukrotny minister. W latach 2007–2009 minister transportu i lotnictwa, od 2009 do 2016 roku minister robót publicznych, w latach 2016–2017 był ministrem pracy i ubezpieczeń społecznych, a od 2017 do 2022 roku ministrem utrzymania dróg. Od 2022 roku jest ministrem energetyki i hydrauliki.

## Życiorys
Ukończył technikum przemysłowe w Pointe-Noire i liceum w Brazzaville. Ukończył ekonomię oraz marketing, handel i stosunki międzynarodowe w Akademii Nauk w Bukareszcie. Jest także absolwentem zarządzania i finansów w Szkole Inżynierskiej w Bordeaux. Od 1978 roku pracował w dziale marketingu i promocji kongijskiego handlu zagranicznego. Zajmował się leśnictwem, pracował jako operator leśny. Reprezentował Kongo w międzynarodowych dyskusjach o utworzeniu organizacji zajmującej się lasami tropikalnymi.
W 2002 roku został konsulem honorowym Rumunii w Kongo.

### Działalność polityczna
W marcu 2007 roku został powołany na stanowisko ministra transportu i lotnictwa. We wrześniu 2009 roku ponownie wszedł w skład rządu, otrzymał tekę ministra robót publicznych zastępując na tej funkcji Florenta Ntsibę. Pozostał na tej funkcji po powołaniu nowego rządu w 2012 roku. W kwietniu 2016 roku ponownie zastąpił Florenta Ntsibę na funkcji ministerialnej tym razem obejmując resort pracy i ubezpieczeń społecznych. W wyborach parlamentarnych w 2017 roku bezskutecznie ubiegał się o mandat deputowanego do Zgromadzenia Narodowego. W sierpniu tego samego roku został ministrem utrzymania dróg.
W maju 2021 roku wszedł w skład pierwszego rządu Anatole Collinet Makosso jako minister specjalnych stref ekonomicznych i dywersyfikacji gospodarczej. W wyborach parlamentarnych w 2022 roku został wybrany deputowanym do Zgromadzenia Narodowego. We wrześniu tego samego roku został ministrem energetyki i hydrauliki.